# Escuela Politécnica Nacional
L'Escuela Politécnica Nacional (Observatorio Astronómico de Quito) és una Universitat situada a la ciutat de Quito (Equador).
L'Observatori Astronòmic de Quito és un observatori situat a la ciutat de Quito (Equador), al mig del parc de La Alameda, fundat el 1873 i el primer observatori nacional de l'Amèrica del Sud. Actualment pertany a l'Escuela Politécnica Nacional. L'Observatori Astronòmic de Quito (Observatorio Astronómico de Quito) és gestionat per l'EPN. El campus, que porta el nom de José Rubén Orellana, es troba a la part central-est de Quito. Ocupa una superfície de 15,2 hectàrees i té una superfície construïda d'uns 62.000 m². Té aproximadament 10.000 alumnes, dels quals un 30% són dones. El campus principal engloba deu facultats de docència i recerca, a més de quatre instituts tècnics i especialitzats. EPN es va fundar l'any 1869 amb l'objectiu de fer-se el primer centre tècnic i tecnològic del país. Des dels seus inicis, l'EPN va adoptar el model d'universitat politècnica, que posa l'accent en la instrucció de laboratori en ciències aplicades i enginyeria. Al campus hi ha algunes biblioteques amb continguts orientats principalment a temes d'enginyeria i científics.

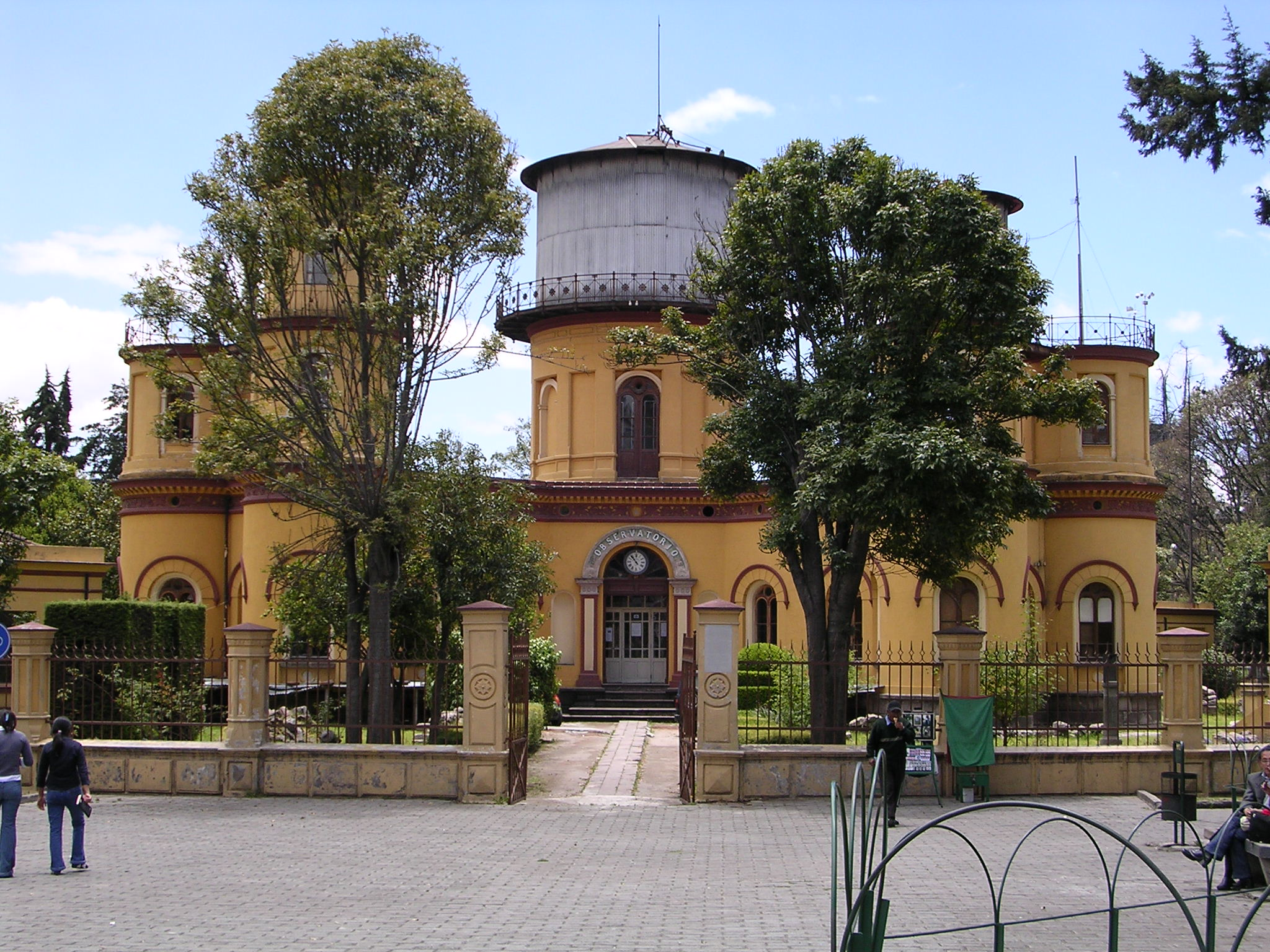
L'observatori de Quito, al mig del parc de La Alameda, un dels més antics Amèrica del Sud fundat el 1873, gestionat per l'Escuela Politécnica Nacional

L'EPN ha estat classificada constantment entre les millors universitats (l'anomenat Grup A) de l'Equador per CEAACES.
L'EPN va adoptar el model d'universitat politècnica que posa l'accent en la instrucció de laboratori en la ciència i l'enginyeria aplicada.

## Història
Escola Politècnica Nacional va ser fundada el 27 d'agost de 1869 per la Convenció Nacional de l'Equador i l'antic president equatorià Gabriel García Moreno. EPN és la segona universitat pública més antiga de l'Equador, després de la Universitat Central de l'Equador.
Amb aquesta finalitat, García Moreno va contractar membres d'un orde religiós dels jesuïtes alemanys per gestionar la universitat i l'Observatori Astronòmic de Quito. Juan Bautista Menten, Louis Dressel, Theodor Wolf, Joseph Kolberg i Luis Sodiro van ser dels primers científics que van impartir classes a l'EPN. Va rebre el nom d'Instituto Superior Politecnico, i Menten va ser el seu primer director; alguns altres professors destacats van ser Emilio Muellendorf, Armando Wenzel, Cristian Boetzkes, José Epping, Eduardo Brugier, Luis Heiss, Alberto Claessen, P. Clemente Faller; i Joseph Honshteter. La institució nounat va ser concebuda com el primer centre de recerca de l'Equador i va ser creada amb la finalitat de contribuir al desenvolupament científic i tecnològic del país. Aquests acadèmics van destacar en diversos camps com la cartografia i la mineralogia (Wolf), la Química (Dressel), la Botànica (Sodiro), l'Arquitectura (Kolberg) i altres camps de l'enginyeria. L'arribada de l'electricitat a la ciutat de Quito va ser en part obra de Kolberg i Brugier.
La universitat va ser tancada pel president Borrero el 1876 i va romandre tancada durant algunes dècades. El febrer de 1935, el president José María Velasco Ibarra la va reobrir i l'any 1946 es va canviar el nom per Escuela Politécnica Nacional. L'any 1964, la universitat es va traslladar del seu antic campus proper al parc de l'Albereda al seu actual campus del Giró, que portava el nom de l'antic rector José Rubén Orellana Ricaurte. EPN ofereix molts graus en enginyeria i ciències, incloent enginyeria civil, enginyeria elèctrica i electrònica, enginyeria mecànica, electrònica de potència, enginyeria del petroli, enginyeria química, enginyeria bioagrícola, tecnologia dels aliments, geologia, enginyeria informàtica, matemàtiques i física. A més dels graus de ciència i enginyeria, EPN també va començar a oferir graus tècnics i tecnològics, amb l'Escola d'Informació i Tecnologia fundada el 1967.

## Facultats

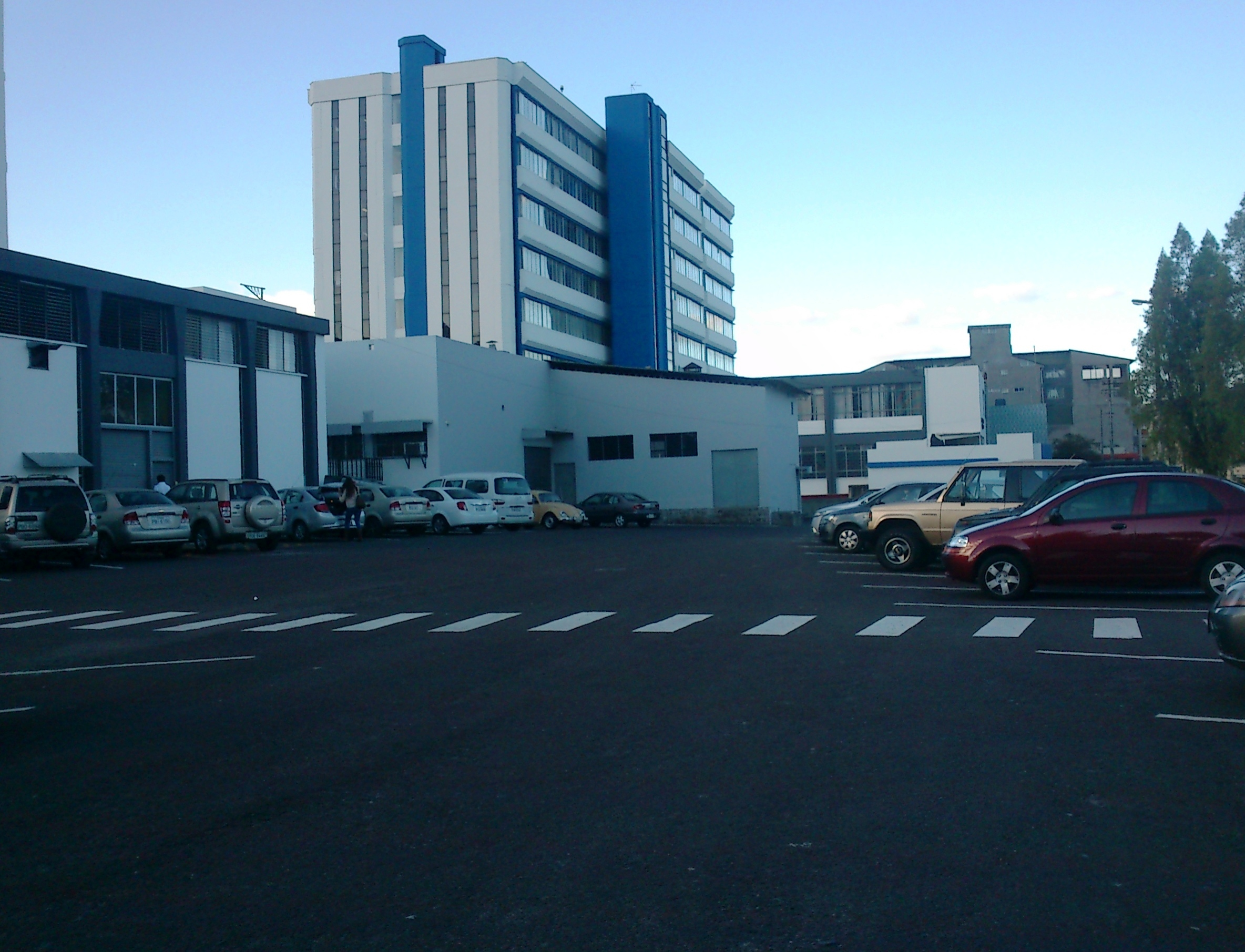
Facultat d'Enginyeria Elèctrica.

La universitat compta amb 8 facultats que acullen 24 escoles professionals de grau, 18 màsters i 6 doctorats de postgrau. Aquestes especialitats pertanyen a l'àmbit del coneixement de la ciència, l'enginyeria i l'escola de formació tècnica (ESFOT). Totes les facultats professionals, excepte l'Escola de Formació Tècnica, ofereixen màsters i doctorats en diferents camps d'especialització.
- Ciències de l'Administració

- Enginyeria Química i Agroindústria[6]

- Enginyeria Civil i Ambiental

- Enginyeria en Informàtica

- Enginyeria Elèctrica i Electrònica

- Geologia i Petroli

- Enginyeria Mecànica

- Ciències Exactes: Matemàtiques, Física

### Escola de Formació Tècnica
L'Escola de Formació Tècnica (ESFOT) funciona des de l'any 1967 i s'enfoca en Xarxes d'ordinadors, xarxes de telecomunicacions i ensenyar tot sobre la programació d'ordinadors i com els ordinadors intercanvien dades.

## Monitorització volcànica

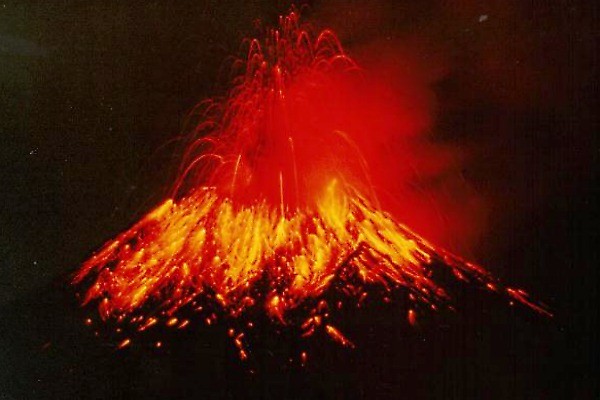
Tungurahua vomitant lava calenta i cendres a la nit (1999)

A l'Equador, el departament de l'Escola Politècnica Nacional realitza el seguiment de l'activitat volcànica en aquesta muntanyosa nació andina. Cotopaxi és un estratovolcà a la serralada dels Andes, situat a uns 50 km milles al sud de Quito, Equador, Amèrica del Sud. És el segon cim més alt del país, aconseguint una alçada de 5897 m|0 . Alguns el consideren el volcà actiu més alt del món, mentre que altres donen aquest estatus al Llullaillaco, considerablement més alt, que va entrar en erupció recentment el 1877 i és un dels volcans més actius de l'Equador. Des de 1738, Cotopaxi ha entrat en erupció més de 50 vegades, donant lloc a la creació de nombroses valls formades per lahars (colades de fang) al voltant del volcà.
L'octubre de 1999, el volcà Pichincha va entrar en erupció a Quito i va cobrir la ciutat amb diversos centímetres de cendra. Abans d'això, les darreres grans erupcions van ser el 1553 i el 1660, quan uns 30 cm de cendra va caure sobre la ciutat.
A 5.230 metres, el volcà Sangay) és un estratovolcà actiu al centre de l'Equador i és un dels volcans actius més alts del món i un dels més actius de l'Equador, amb tres erupcions en la història registrada. Exhibeix majoritàriament activitat estromboliana; l'erupció més recent, que va començar l'any 1934, encara està en curs. Geològicament, Sangay marca el límit sud de la Zona Volcànica del Nord, i la seva posició a cavall entre dues peces principals d’escorça explica el seu alt nivell d'activitat. La història d'aproximadament 500.000 anys de Sangay és d'inestabilitat; dues versions anteriors de la muntanya van ser destruïdes en col·lapses massius de flancs, evidència dels quals encara avui dia envolta el seu entorn. Sangay és un dels dos volcans actius situats dins del parc nacional homònim Sangay, l'altre és Tungurahua al nord. Com a tal, està catalogat com a Patrimoni de la Humanitat des de 1983.
Reventador és un estratovolcà actiu que es troba als Andes orientals de l'Equador. Des de 1541 ha esclatat més de 25 vegades amb l'erupció més recent el 2009, però l'erupció històrica més gran es va produir el 2002. Durant aquesta erupció, el plomall del volcà va assolir una alçada de 17 km i els fluxos piroclàstics van pujar a 7 km del con. El 30 de març de 2007, la muntanya va tornar a vomitar cendres. La cendra va assolir una alçada d'uns 3 km.
Cotopaxi, fora de Quito, va començar l'activitat l'abril de 2015; el volcà va començar a mostrar signes de malestar i va tornar a la vida. Hi va haver un gran augment dels terratrèmols (inclosos els tremolors harmònics) i les emissions de SO 2. IGPEN va informar d'una lleu deformació de l'edifici, cosa que suggereix una intrusió de magma sota el volcà. A partir del 25 de juliol, els disturbis van continuar, i l'erupció important més recent va ser una erupció de cendra i vapor que es va produir el 14 i 15 d'agost de 2015.

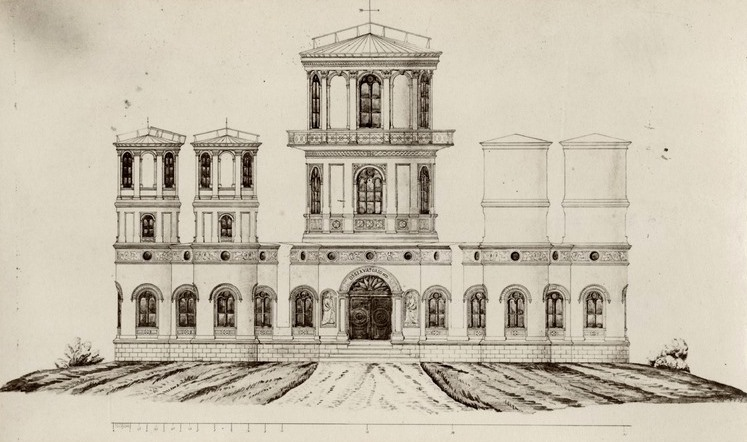
OBSERVATORI DE QUITO. Concepció artística de l'observatori, segons Ludwig Dressel (1873).

## Departament de Metal·lúrgia Extractiva
El Departament de Metal·lúrgia Extractiva, també conegut com a Demex, és un centre ubicat al campus de l'Escola Politècnica Nacional que se centra en la investigació aplicada en l'àrea dels recursos minerals i el medi ambient, amb el seu focus principal en el processament de minerals, metal·lúrgia extractiva i de tractament d'efluents i el reciclatge de materials industrials.
El Departament de Metal·lúrgia Extractiva proporciona una anàlisi, proves a escala de laboratori, proves a escala pilot, un laboratori integrat, i una planta pilot amb la capacitat de processar i analitzar químicament Espectrometria d'absorció atòmica, Mineralogia òptica & Cristal·lografia de raigs X.

## Gustavo Orcés V. Museu d'Història Natural
El Museu d'Història Natural Gustavo Orcés V. forma part de l'Institut de Ciències de la Vida del campus de l'Escola Politècnica Nacional. L'objectiu principal és dur a terme investigacions sobre la fauna equatoriana en els camps de la biodiversitat, l'ecologia, la zoologia i les avaluacions d'impacte ambiental, i contribuir a la cultura ambiental nacional a través del Museu d'Història Natural Gustavo Orces.
El museu té les restes de l'únic mamut complet trobat a l'Equador.

## Galeria d'imatges

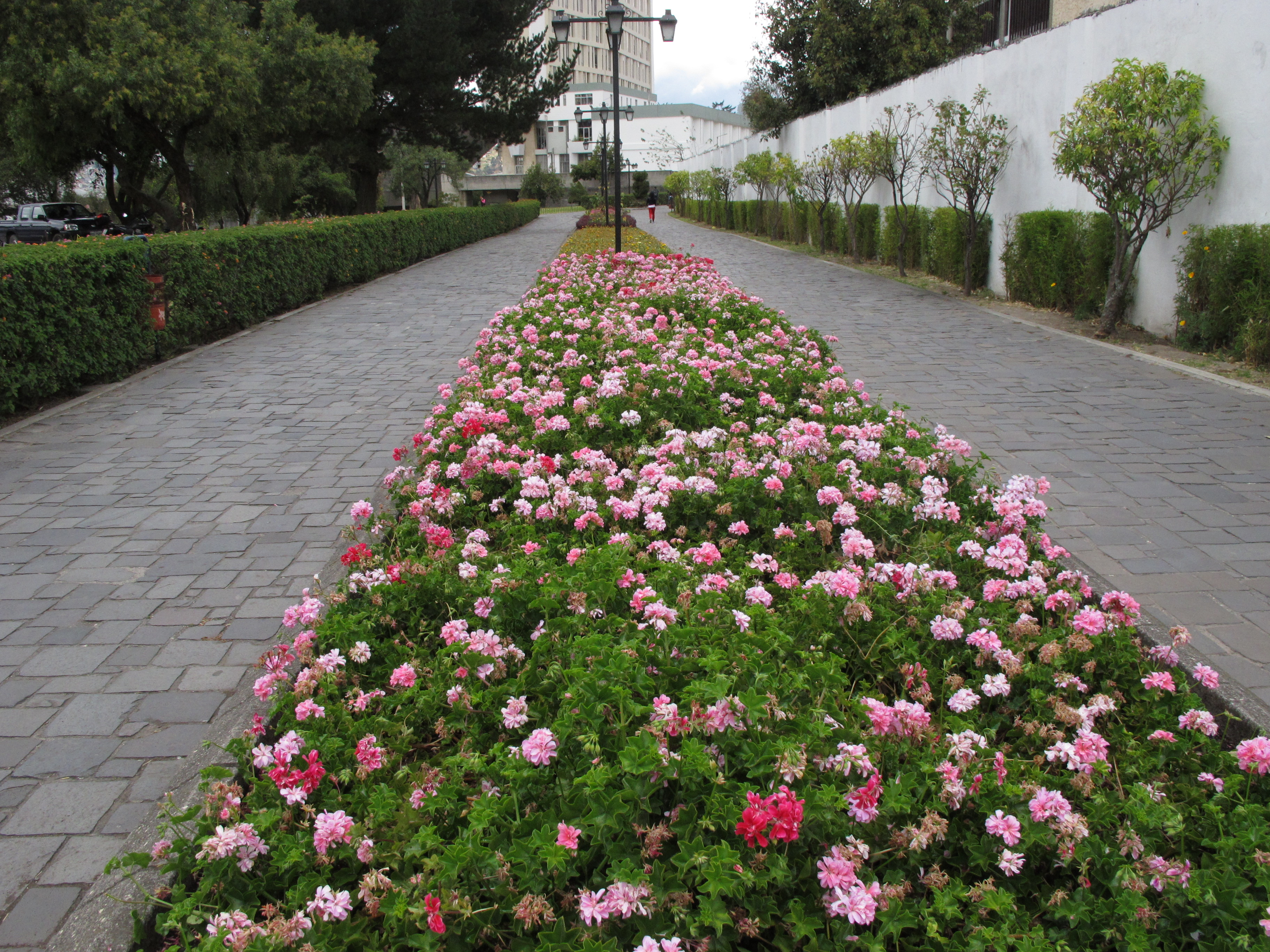

## Gustavo Orcés Museu d'Història Natural

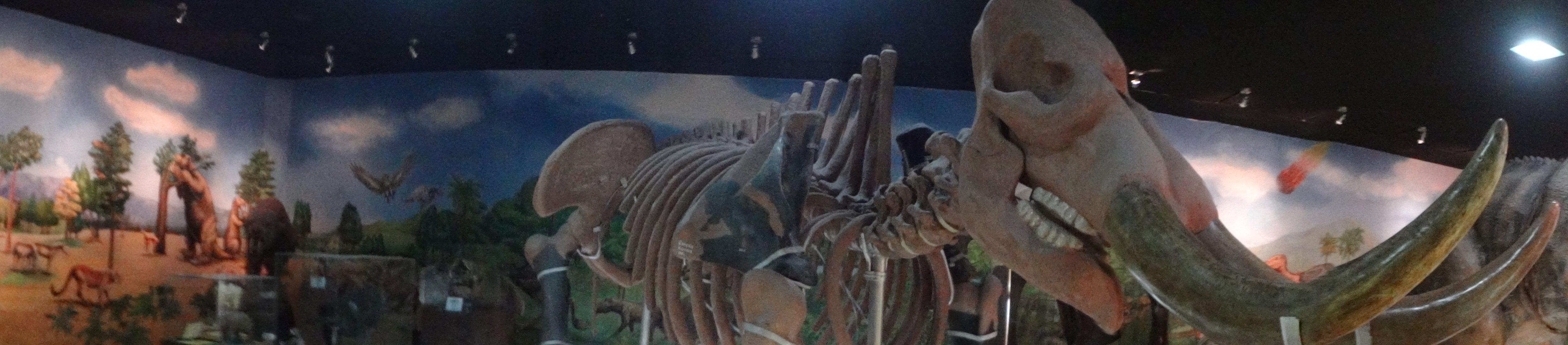

## L'Observatori Astronòmic de Quito

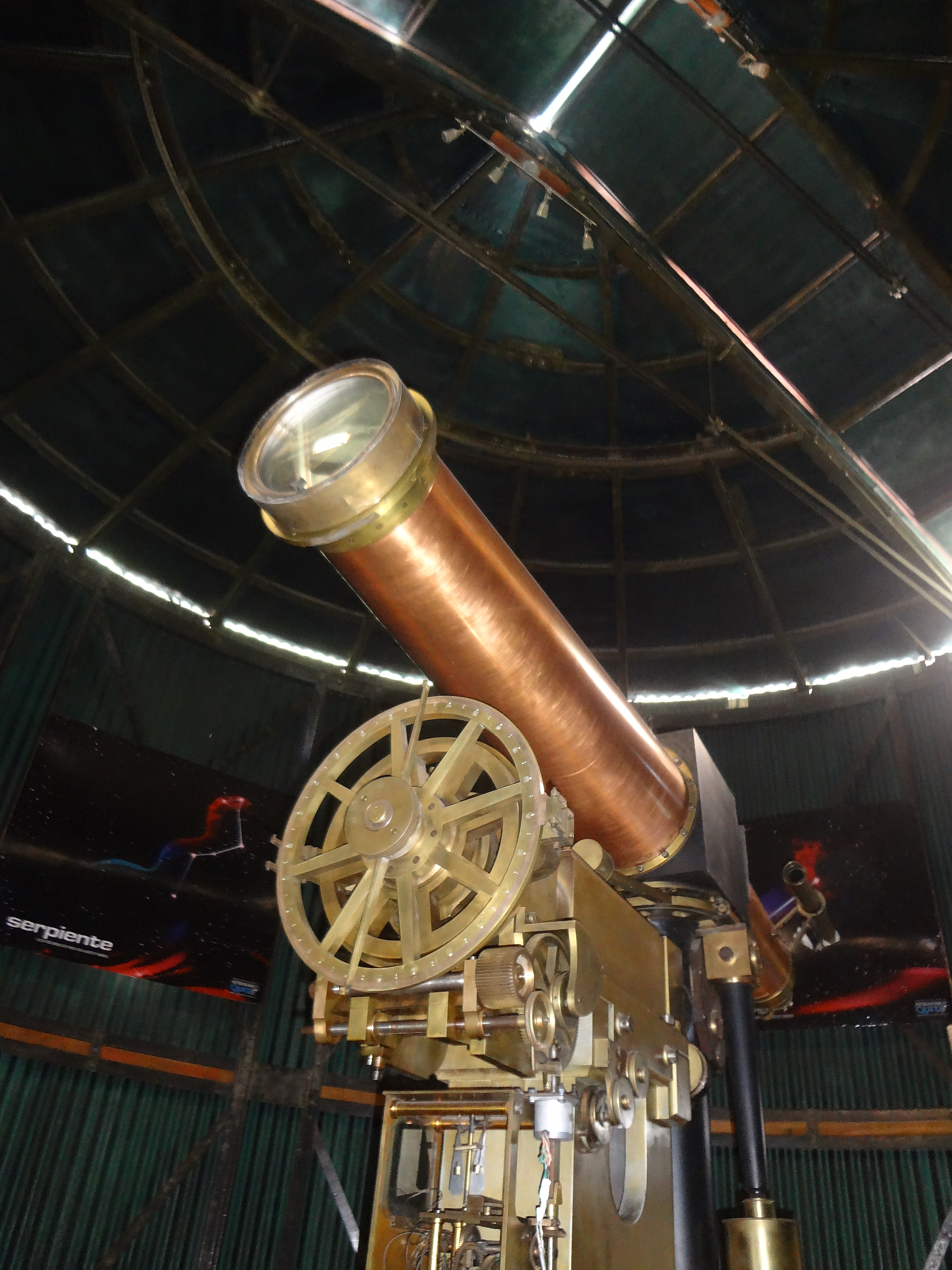
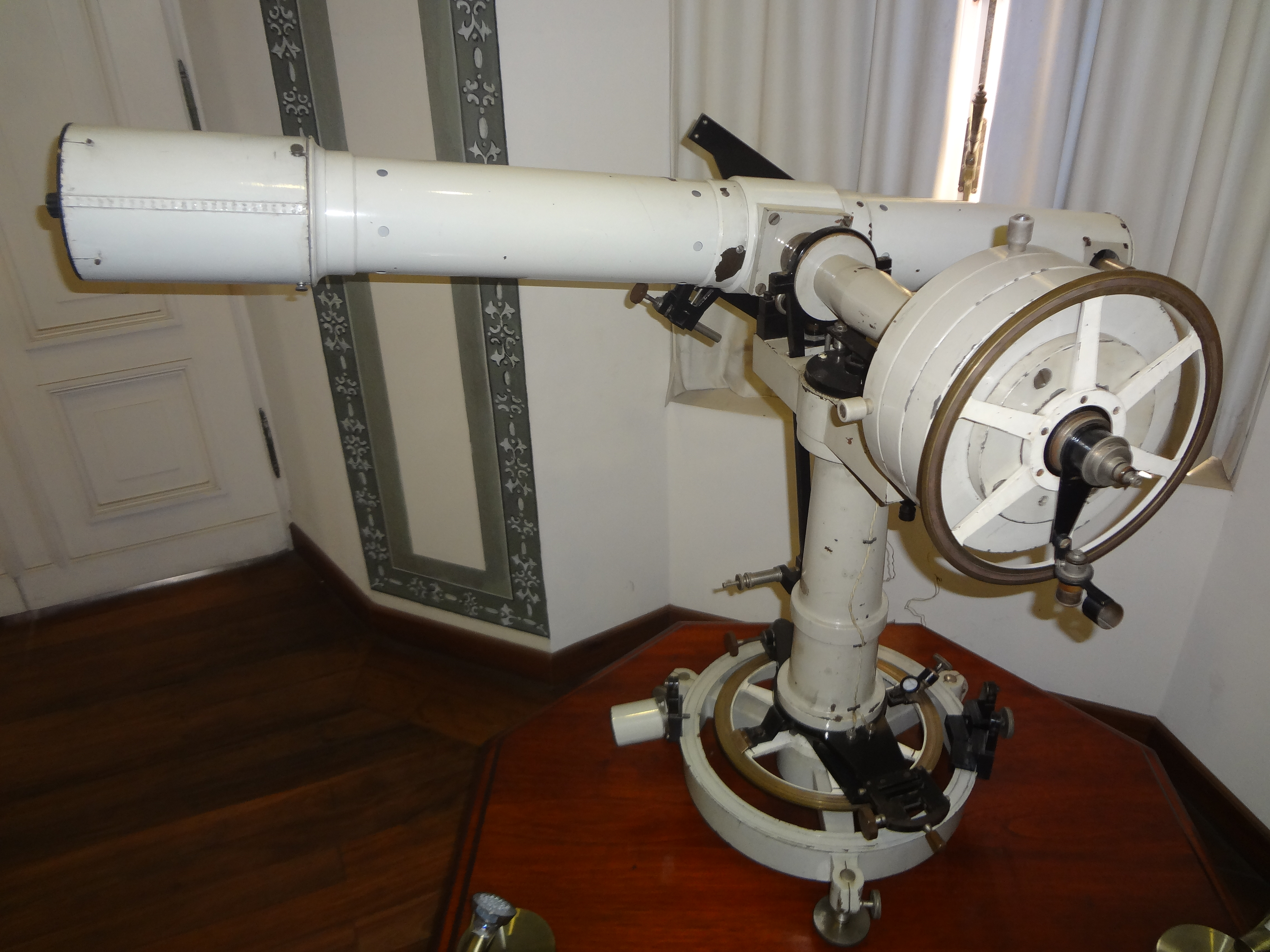
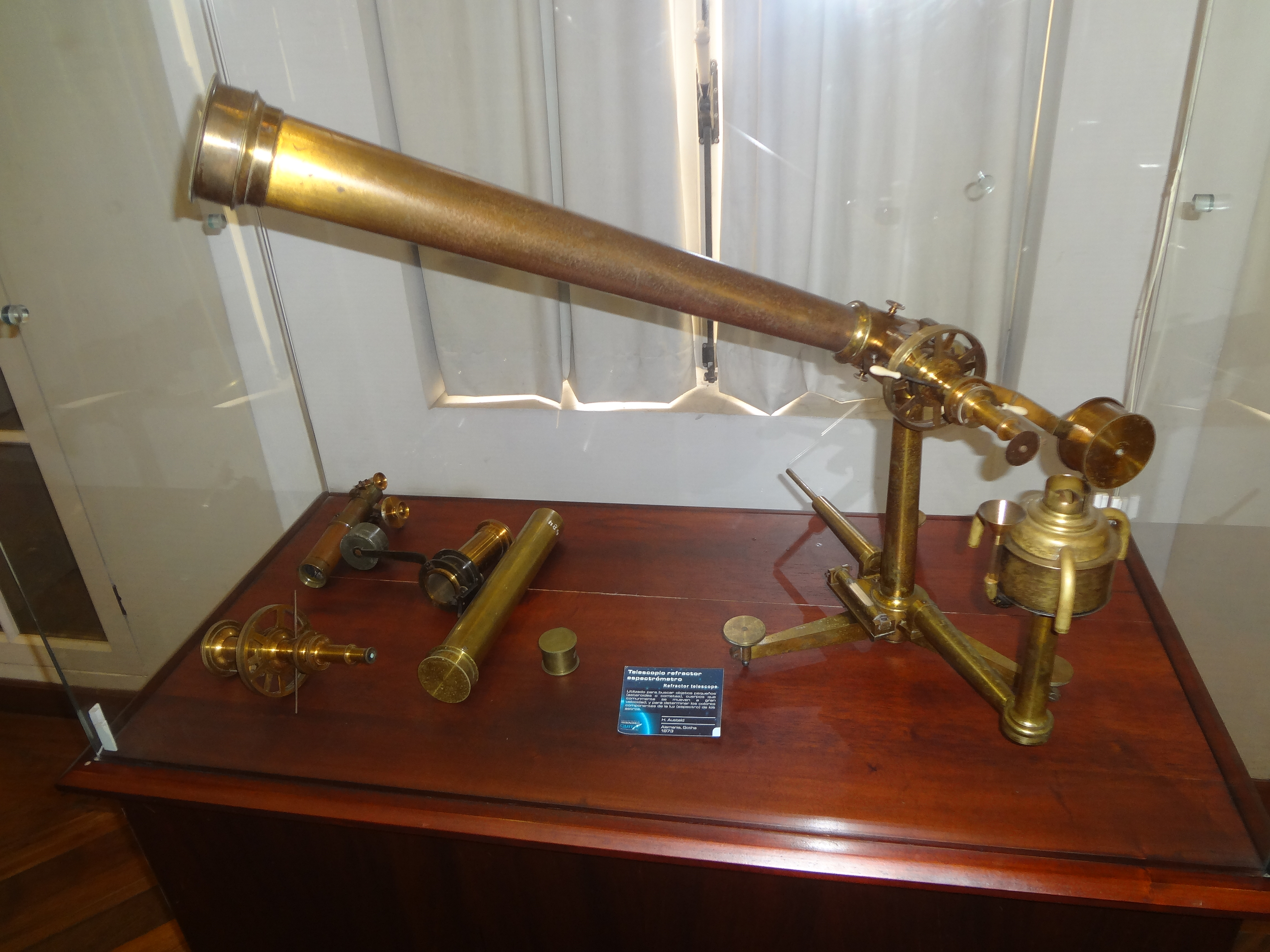
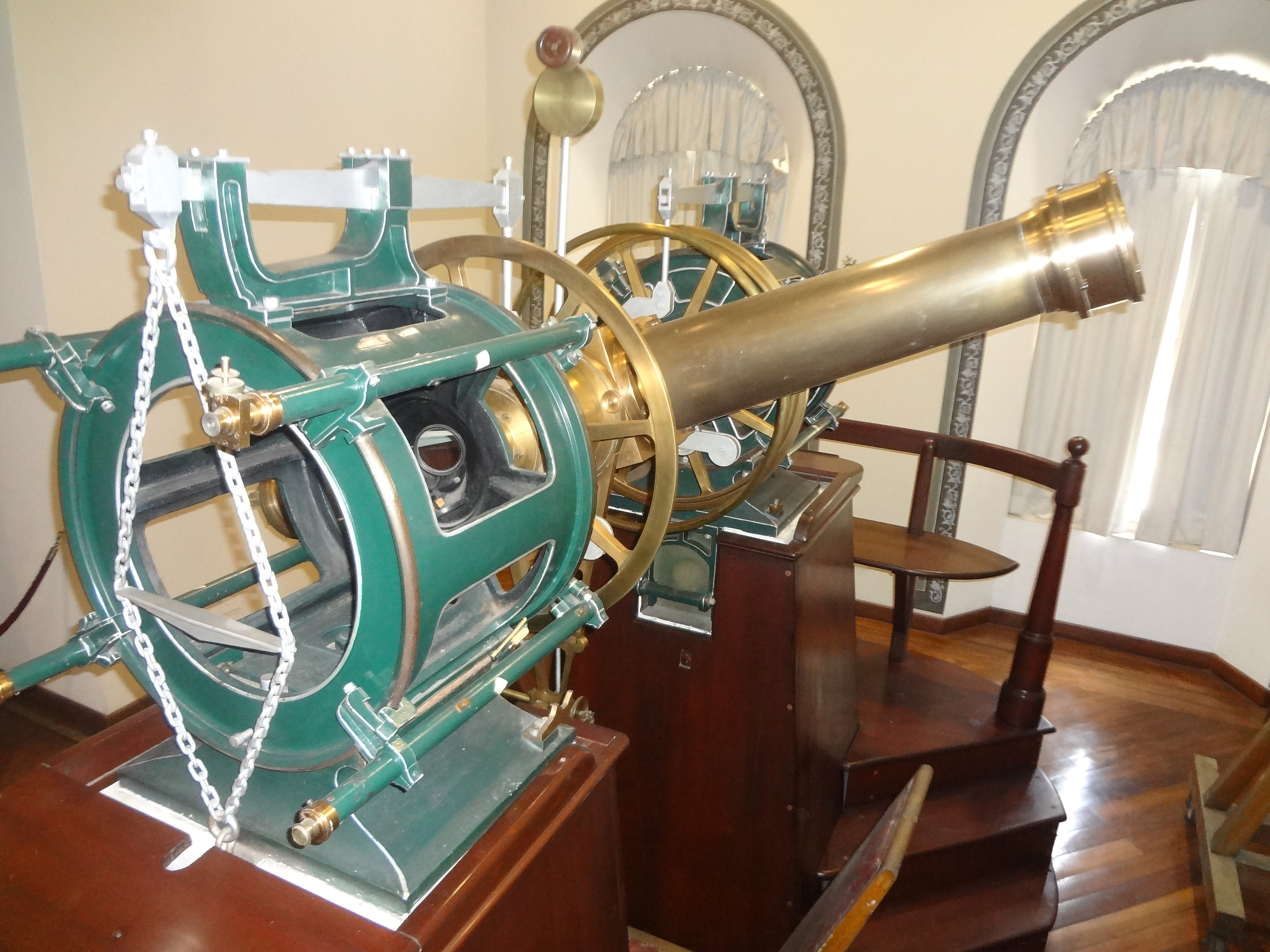

A les fotos de sota, equips antics de l'Observatori Astronòmic de Quito per mesurar terratrèmols.

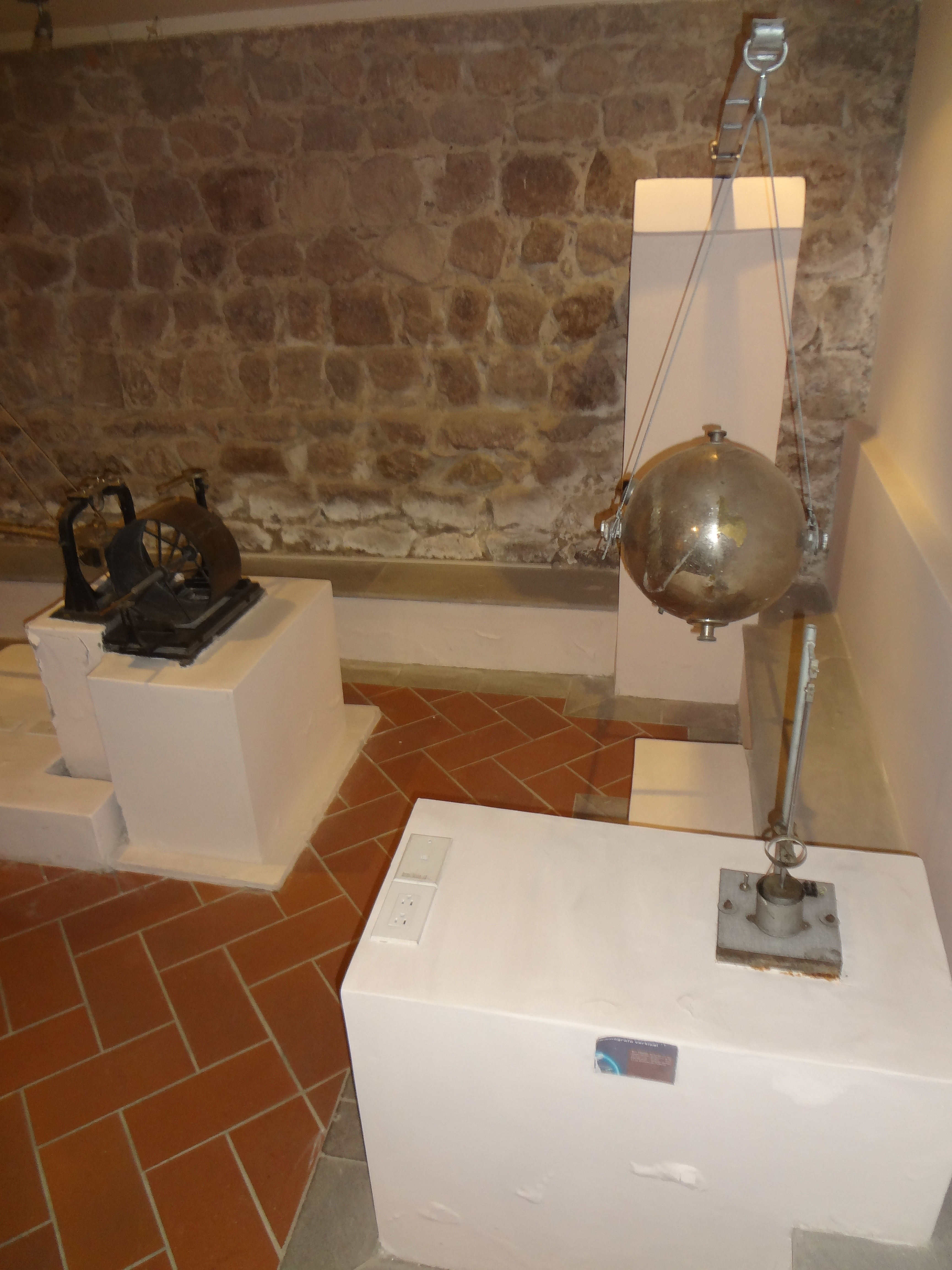
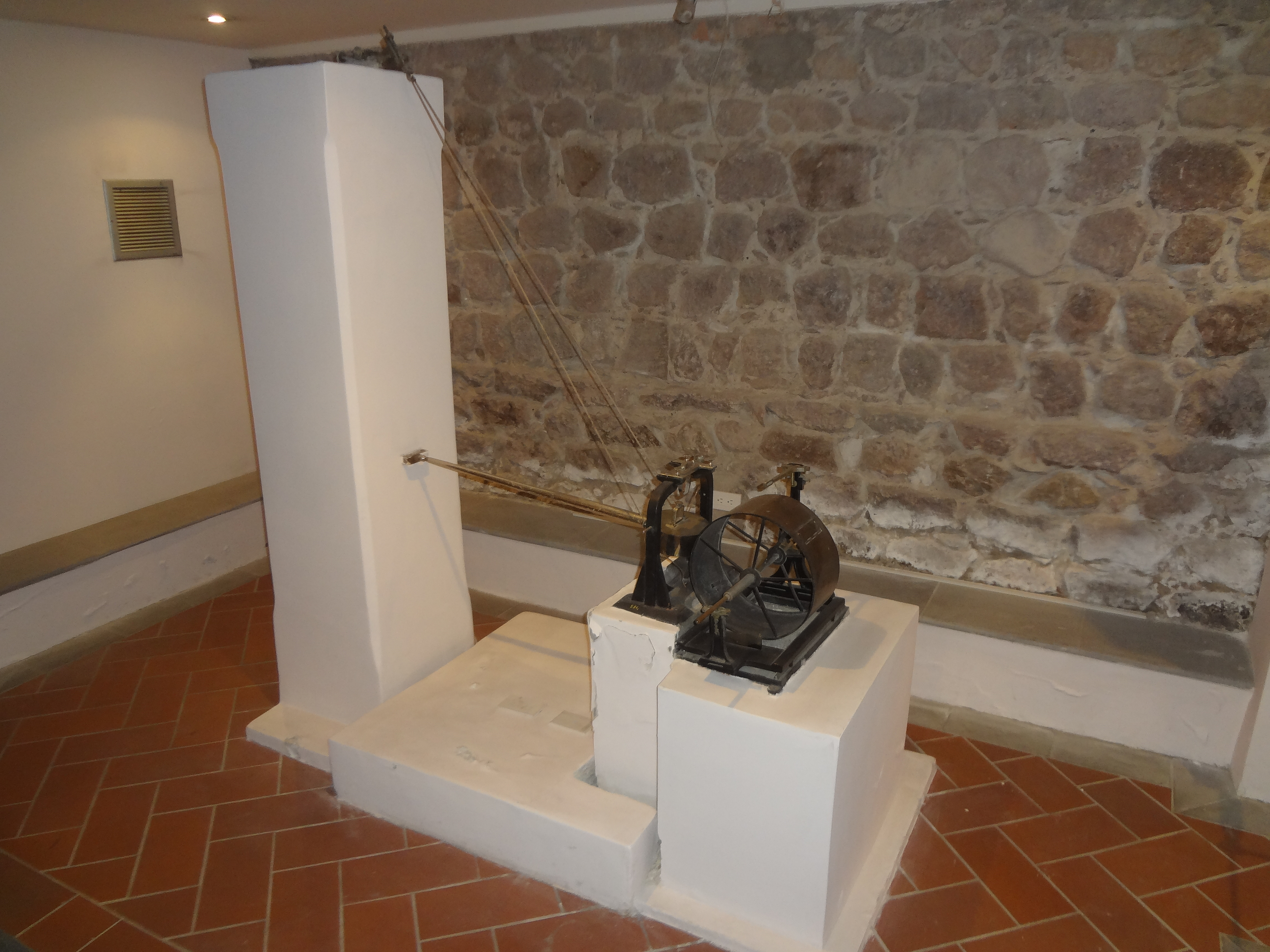
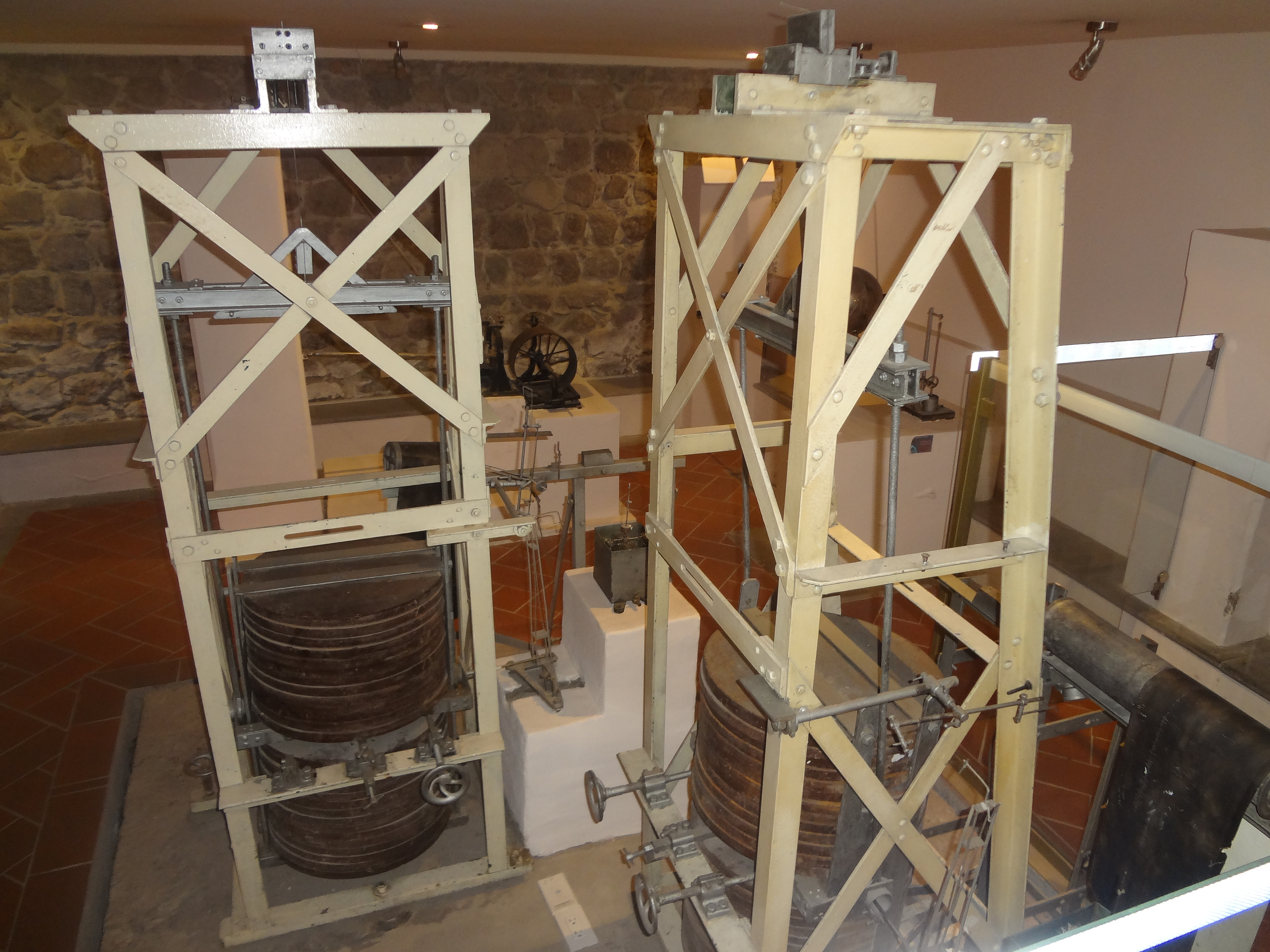